# 上方演芸会
『上方演芸会』（かみがたえんげいかい）は、NHK大阪放送局が制作してNHKラジオ第1放送が毎週土曜日19:20 - 19:45 に放送している演芸番組である。
1949年9月14日に放送開始し、2019年9月で番組放送開始70周年を迎えた、NHKの長寿番組の一つである。

## 概要
- 現在は、主に大阪を拠点に活動する漫才師の漫才を全国各地で公開収録して放送する。
- 番組名が「上方演芸会」であるため、大阪の漫才に親しんでいる関西地方を中心に関西以西と北海道での収録が多く、『真打ち競演』との兼ね合いなのか関東地方や東北地方で番組収録する頻度は少ない。
- 現在の放送では、同一の公開収録場所で2回放送分を収録（稀に、3回放送分を収録）、1回の放送では、漫才や漫談の場合は基本的には二組が出演、稀に、一組の口演と司会者を交えてトークをする時もある。
- 稀に、三組出演の時もある。これは主として大学のキャンパス、あるいはNHK大阪放送局のテレビ公開スタジオなどで行われる場合の公開収録で、若手の漫才師限定で出演する時のもの。この時は、出囃子（出演者の登場音楽）も若者向けのポップ系のものになっている。
- 毎月NHK大阪ホールで開催する「NHK上方落語の会」からの落語を収録して放送もする。テレビ用として収録して放送する場合もある。
  - 上述のNHK大阪放送局テレビスタジオ・あるいはNHK大阪ホールでの公開収録は2011年度以後はほとんど行われていない。
- 番組放送開始当初から、漫才師の口演する漫才の演目の全ては、番組の為に作られた「新作漫才」で、漫才の台本は、NHKが演芸作家等に依頼して漫才師に提供している。
- 通常の番組収録は18:30に始まり20:00過ぎに終わる。

## 放送時間

### 初回放送
- 2019年4月6日 - （毎週土曜 19:20 - 19:45、ラジオ第1放送）
2024年度までは毎週放送していた。
2025年度からは第1・2週のみとし、第3-5週は「蔵出し名人会」を生放送する。

### 再放送
- 2012年10月以後は全国向けは国内向け・国際放送とも実施せず。
  - 大阪放送局ローカルでは大相撲本場所期間中にラジオ第1放送の土曜12:30 - 12:55枠で過去の放送分を再放送することがあり、同枠の『民謡をたずねて』はFM放送のみでの放送となる。
  - 第5週がある月は、第5週目に過去のアンコール（番組サイトでは「選」と表記）を放送することもある。

### 過去の放送時間
初回放送
- 1949年9月14日 - ????年??月??日 （毎週木曜日 ??:?? - ??:??、NHKラジオ第1放送）
- 1954年4月 - ？ （浪花演芸会時代、毎週木曜日21:30 - 22:00、NHKラジオ第1放送）
- 1958年頃 （浪花演芸会時代、毎週火曜日19:30 - 20:00、NHKラジオ第1放送）
- 1960年頃 （浪花演芸会時代、毎週金曜日19:30 - 20:00、NHKラジオ第1放送）
- 1964年4月 - （今晩は大阪です時代、毎週月曜日20:30 - 20:58、NHKラジオ第1放送）
- 1966年 -（上方寄席時代、毎週水曜日19:30 - 20:00、NHKラジオ第1放送）
- 1971年頃 （上方寄席時代、毎週水曜日21:05 - 22:00、NHKラジオ第1放送）
- 1975年??月??日 - 1994年4月3日 （毎週日曜日 20:32 - 20:55、NHKラジオ第1放送）
- 1994年4月16日 - 1996年3月30日 （毎週土曜日 21:32 - 22:00、NHKラジオ第1放送）
- 1996年4月5日[1] - 2011年3月4日 （毎週金曜日 21:30 - 21:55、NHKラジオ第1放送）
  - 4 - 9月の前番組がNHKプロ野球中継の時、延長放送になった場合には時間枠移動や放送休止になる事もあった。稀に、NHKプロ野球中継が、5分延長放送の場合には、21:35 - 22:00での放送になる事もあった。
- 2011年4月9日 - 2012年3月31日[注釈 1] （毎週土曜日 13:05 - 13:30、NHKラジオ第1放送）
- 2012年4月8日 - 2019年3月24日 （毎週日曜 15:30 - 15:55、ラジオ第1放送・NHKワールド・ラジオ日本〈国際放送は2013年4月7日から同時放送、衛星放送のみ〉）
  - 大相撲本場所期間中は、大相撲中継を放送するため放送を休止した。また高校野球期間中は基本放送休止だが、雨天中止時に備えて、過去に放送された番組のアンコールを予備番組として編成していた。（7月下旬に集中する夏の地方大会代表決定戦開催時にはそれに対応するため、すでに終了しているか当日の開催がない地域に向けてアンコールを放送する場合もあった）

再放送
- ????年??月??日 - ????年??月??日 （毎週?曜日 ??:?? - ??:??、NHKラジオ第?放送）
- ????年??月??日 - 2006年??月??日 （翌週金曜日 12:10 - 12:35、NHKラジオ第2放送）
- 2006年4月??日 - 2008年3月30日 （日曜日 10:10 - 10:35、NHKラジオ第2放送）
- 2008年4月5日 - 2011年3月??日 （土曜日 15:10 - 15:35、NHKラジオ第2放送）
- 2011年4月??日 - 2012年4月1日 （翌週日曜日 9:30 - 9:55、NHKラジオ第2放送）
  - 初回放送が休止時の再放送では、過去に放送された「落語」の再放送や、再放送枠ではあるが初回放送扱いで「落語」が放送される事が多い。なおラジオ第2の再放送は2011年度で廃止となり、国内向けの放送は初回（日曜夕方）のみとなった。
- 2011年4月15日 - 9月　翌週金曜日（原則としてラジオ第1初回放送の6日後）　18:30 - 18:55　NHKワールド・ラジオ日本
  - NHKプロ野球のある日もしくは高校野球中継が行なわれている時間帯に限り放送されるが、両者とも放送がない場合は休止となり、18:30から『私も一言!夕方ニュース』、18:50から『みんなのうた』を放送（祝日の特集番組があるときも番組は休止）。また、本番組の放送があった週でも『弾き語りフォーユー』に差し替える場合もある。そのため国際放送では事実上の不定期放送に変更された。
  - 2011年3月まではラジオ第1放送と同時放送されていた。

## 司会進行
現在
- 秋鹿真人（NHK奈良アナウンサー）
- 大川悠介（NHK大阪アナウンサー）
- 加藤向陽（NHK大阪アナウンサー）
- 井田香菜子（NHK東京アナウンサー）不定期

過去
- 井上善夫（元NHKアナウンサー）
- 森田洋平（NHKアナウンサー）
- 比留木剛史（NHKアナウンサー）
- 山崎智彦（NHKアナウンサー）
- 荒木美和（NHKラジオセンター・『NHKジャーナル』ディレクターおよびリポーター担当）
- 原大策（NHKアナウンサー）
- 柴田徹（NHKアナウンサー）
- 宮崎大地（NHKアナウンサー）
- 吉田真人（NHKアナウンサー）
- 芳賀健太郎（NHKアナウンサー）
- 畠山衣美（NHKアナウンサー）

司会者の備考
- 2010年度までは地方公演を中心に井上が担当していたが、高齢となったため、スタジオ収録での出演にほぼとどまり、地方収録では比留木が司会を務めることが増えた。
- 2013年からその比留木が「ゆうどきネットワーク 関西発」キャスターに就任し出演頻度が減るため、女性として初のレギュラー司会となる荒木が加わったが、荒木も2013年7月の定期異動で奈良局（アナウンス統括）に異動した関係で出演頻度が減ったため、同年秋より森田も加わるようになった。
- しかし、森田が2014年4月から大阪府向けの「ニューステラス関西」のキャスターに就任したため事実上降板。代わって原が司会に加わり、比留木、荒木を含めたこの3人がローテーション制で担当していたが、比留木も2015年4月の定期異動で東京のアナウンサーに復帰（「首都圏ネットワーク」フィールドキャスター）したため降板。2015年度は新たに山崎が司会に加わり、荒木・原と3名が交代で担当する形式となる。ただし荒木・原はいずれも奈良局の所属であり、荒木は主にアナウンス統括、原も「ならナビ」「なら845」を担当することから、関西圏での公演が主であり、地方公演は主に山崎が担当していた。
- 2015年8月より、山崎が新潟局へ異動となった為、新たに柴田が司会に加入。これまで山崎が担当していた地方公演の収録を引き継いでいる。
- 関西地区で公開収録される時は、その地域のNHK放送局アナウンサーが、担当する場合もあるほか、関西以外での公演でも上記以外の大阪局のアナウンサーが担当するケースもある。若手漫才師限定での収録では、アシスタントとして女性タレント（堀あかりなど）が出演する事もある。
  - 荒木が担当するまで、ほとんどの回は男性アナウンサーが進行したが、2009年7月に放送された福井工業大学講堂で収録（若手漫才師限定公演）した回は、NHK福井放送局アナウンサー(当時)の杉浦友紀が司会した。
- 2016年夏の定期異動で荒木がNHKラジオセンターに、柴田が熊本局に異動した為、代わって宮崎・吉田が担当する事となった。
- 井田は大阪局時代に不定期で司会進行していたが、東京アナウンス室に異動した2022年8月以降も関東地方及び関東以北での収録を中心に不定期で司会を担当している。
- 畠山は、大阪局時代に過去の収録を放送する傑作選の進行を2回務めたが、2023年4月から東京アナウンス室に異動し、「ニュースウオッチ9」のフィールドリポーターを担当することになった為に降板し、代わって加藤が担当する事となった。

## 番組構成
- 公開収録の「漫才」放送時
  - 司会進行は関西圏では公開収録される地域のNHK放送局アナウンサー、それ以外は概ね大阪放送局の上記アナウンサーが担当。
  - 番組冒頭で司会者による「上方演芸会!」との、タイトルコールの後、テーマ曲「浪花小唄」が流れる。そして司会者が「皆様、ご機嫌いかがでしょうか。この時間は上方のお笑いでお楽しみいただきましょう。司会の井上善夫でございます（井上以外は、司会はNHK○○放送局の××です）」と挨拶する。
    - 2015年に入ってからは、「ごきげんいかがでしょうか。上方演芸会、司会のアナウンサー・○○です。昭和24年の放送開始から、全て新作台本で、上方のお笑いをお届けしている上方演芸会」とアナウンス（太字が新たに放送されている文言）とする場合が増えている。

  - その後、地方の場合は公開収録をしている場所、ご当地の名物などが語られ、「○○（会場地）からの上方演芸会、早速幕を開けましょう!!」。そして漫才が始まり「それではご両人どうぞ!」と、紹介する。
  - 演目（2組。若手漫才師限定のときなどまれに3組）必ず冒頭で「作：○○」というのがあり、若手でもこの番組のネタは作家が書いているようである。概ね番組前半の1-2組が若手・中堅クラス、後半がベテランの出演が多い。
  - エンディング「上方演芸会。今日は○○（収録会場）から○○（1組目の出演者）と○○（2組目の出演者、まれに3組目の出演者）の漫才（2組以上出場なら「2題or3題」）でお楽しみいただきました。ご案内は○○（司会者のアナウンサー名）でした。それではこの辺でお別れしましょう。また来週をお楽しみに（※）。さようなら」

（※）「皆さんご機嫌よろしゅう」に代わる場合もある。
2017年7月16日の放送では、新作+アンコールの変則放送が行われた。前半はプリマ旦那出演による大阪府豊能町での公開収録から放送し、後半は横山たかし・ひろしの2015年放送作品からの再放送だった。
- 「落語」放送時（2010年度迄。1年の内、数ヶ月に数回程度）
  - 番組進行は井上善夫が担当（『NHK上方落語の会』の収録からの放送時）。
  - 「落語」は、NHK大阪ホールで開催される『NHK上方落語の会』での収録から放送。
  - 「上方演芸会!」の、タイトルコール後、テーマ曲「浪花小唄」が流れる。そして司会の井上善夫（元NHKアナウンサー）が「皆様、ご機嫌いかがでいらっしゃいますか?。これからの一時は上方のお笑いでお楽しみ頂きましょう。「上方演芸会」御案内役の井上善夫でございます」「今日は去る○○月○○日に、NHK大阪ホールで行われました「第×××回NHK上方落語会」から○○○○（演者名）の落語をお届けして参ります。今日もお終い迄どうぞごゆっくりお楽しみ下さいます様に」と挨拶する。
  - その後、短く演者のプロフィールや演者のエピソード、演目に関した解説。「それでは××××（演目名）○○○○（演者名）です。どうぞ!」と言う。
  - 落語演目放送
  - 演目後、短い感想等を話したりもするが、稀に演目放送時間が短い場合には、放送した演者をスタジオに招いてインタビューをする事もある。
  - エンディングでは、「○○○○（演者名）で××××（演目名）をお楽しみ頂きました。「上方演芸会」今日は「第×××回NHK上方落語会」から○○○○（演者名）の出演でお楽しみ頂きました。御案内は井上善夫でした。それでは、今日はこの辺で、失礼致します。皆さん御機嫌よろしゅう。さようなら」

## 番組の歴史

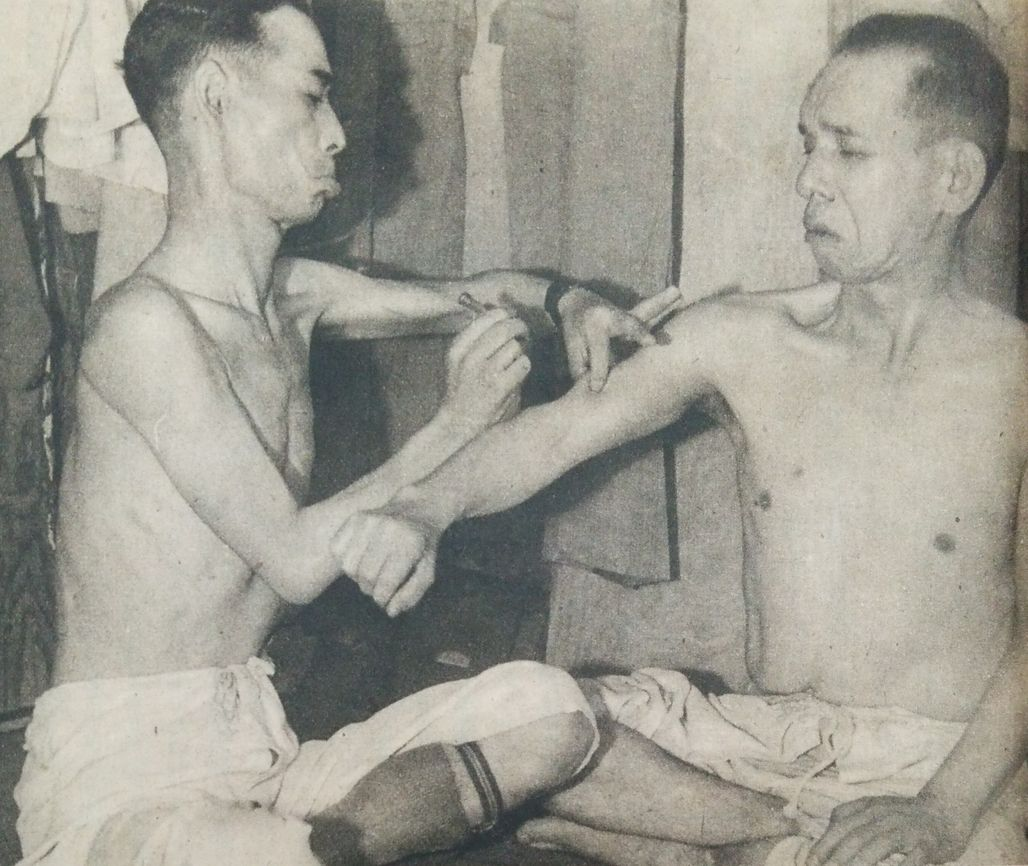
番組の司会を担当した林田十郎（左）と芦乃家雁玉（右）。1948年

- 1949年9月14日に、『上方演芸会』として放送開始し、番組の司会進行は芦乃家雁玉（あしのや がんぎょく）・林田十郎（はやしだ じゅうろう）の2人が務め、この時の番組冒頭挨拶の関西弁での「いらっしゃいませ。こんばんは」は、有名となった[注釈 2]。
- 番組放送開始当初は、NHK大阪放送局のスタジオからの生放送で、生バンドやお囃子も出演して生演奏をしていた。演奏していたのが大阪放送管弦楽団と望月太明蔵社中が担当。番組に立ち上げに携わったのは秋田實で新作の台本の多くも秋田が書いた。
- 番組名は「上方演芸会」から、「浪花演芸会（なにわえんげいかい）」（1954年4月 - 1964年3月）「今晩は大阪です（ - おおさか - ）[2]」（1964年4月 - 1966年）「上方寄席（かみがたよせ）」(1966年 - ）になった時期もあるが、1974年4月から再び「上方演芸会」となって現在に至る。
- 番組開始当初から番組コンセプトとして「家族みんなで楽しめる漫才」をモットーとして、「いつもフレッシュなオール新作漫才で行こう」と、演芸作家等に漫才台本を依頼して、漫才師等に提供しており、現在迄に、5000本以上の新作漫才を放送している（「新作漫才」の台本は、10日から1週間前には漫才師には届けられる）。
- 1950年8月の50回目の記念放送では、阪急西宮球場から公開放送がされて、4万人の観客が入った。
- その後、NHK大阪放送局での生放送以外でも、公開放送形式で地方からの生放送もする事もあり、交通事情が悪かった時代には、出演者数組と番組担当者での「巡回放送的」な「旅巡業」をしたり、録音放送になってからも「旅巡業」は続いていた。
- 番組の司会進行は後に、NHK大阪放送局のアナウンサー等が担当したり、後に、収録担当地域のNHKアナウンサーが担当する事もあるが、現在でも司会進行を担当している元NHKアナウンサーで、現在フリーアナウンサーの井上善夫は、NHK在職時にNHK大阪放送局に赴任した1969年から退職後の現在迄40年近く同番組を担当し、「300回位は番組の司会進行を担当した」と、2008年11月2日に放送の「上方演芸会 60周年記念スペシャル」の放送内で語った。
- 2014年6月22日に番組に長らくディレクターとして携わった熊谷富夫が食道がんで死去[3]。

## 番組放送記念番組
- 放送45年目に特別番組を放送し、放送2000回記念、放送2500回記念では、「上方演芸ホール」等でのテレビ番組でも記念番組を放送、60周年の記念番組はNHKラジオ第1で放送。

### 放送2500回記念
- 「『上方演芸会』放送2500回記念」として2005年9月9日に北海道・羽幌町中央公民館での収録があり（当時、番組収録場所としては国内最北での収録）、出演はWヤング（2005年11月4日放送）、正司敏江・玲児（2005年11月11日放送）、横山ホットブラザーズ（2005年11月18日放送）。司会は井上善夫（元NHKアナウンサー）。
  - それぞれの漫才の他に、「『上方演芸会』放送2500回記念 収録に関する思い出話」としてのインタビュー等。
- 2005年9月28日 0:15 - 0:58　「上方演芸ホール」　NHK総合テレビ（関西地方のみ）で、「上方演芸会 2500回記念」として番組が放送された。
  - 司会：石田靖、堀越のり
  - 出演：海原はるか・かなた、横山たかし・ひろし、酒井くにお・とおる、正司敏江・玲児、喜味こいし、井上善夫（元NHKアナウンサー）
  - それぞれの漫才の他に「上方演芸会よもやま話」として『上方演芸会』に関したトーク等。

### 60周年記念
- 2008年11月2日 日曜日の15:05 - 16:53に「『上方演芸会』60年記念スペシャル」が、NHKラジオ第1でNHK大阪放送局T-2スタジオから公開生放送された。
  - 司会：井上善夫、堀あかり
  - 出演：Wヤング、正司敏江・玲児、海原はるか・かなた、横山ホットブラザーズ、ランディーズ、酒井くにお・とおる
  - 『上方演芸会』に関するインタビュー録音出演：織田正吉（演芸作家）、宮川大助・花子、喜味こいし
  - 番組では、『上方演芸会』の歴史、現在迄の経緯やエピソード等の紹介もされ、当日の出演者の漫才と、「『上方演芸会』に関するインタビュー」や、番組最後には、当日出演者全員と、酒井くにお・とおるによる、ラジオバラエティ「ある日の上方演芸会」（ラジオドラマの様なもの）（公開放送のスタジオ内には、過去の放送当時の写真等も展示されたり、番組進行に伴い大型モニターに、写真画像や、表、等も表示されていた）。

### 放送90年「関西発ラジオ深夜便・朝まで上方演芸会」
- 2015年3月21日（土曜日。3月20日金曜深夜）0:25 - 5:00（ラジオ第1。1:00以後FM同時）
  - NHK90時間ラジオ〜もっと届け、大切なこと〜と題されたラジソンキャンペーンの一環として、関西発ラジオ深夜便枠にてオールナイト放送。当番組の歴代の名演を集めたアーカイブ番組である。通常金曜日は中村宏（第1・3週）、住田功一（第2週）がアンカーを務めるが、この回はこの両名ではなく比留木がアンカーを務める。
当初は0:10頃からの放送予定だったが、国会中継（第189回国会・参議院予算委員会 平成27年度予算案集中審議[注釈 3]）が行われたため、15分延期された。
    - 全編を通してのゲスト：武内由紀子（俳優、元大阪パフォーマンスドール・『ある日の上方演芸会』では添乗員役）、大池晶（演芸作家）
    - 第1部（0時台）「上方演芸会の始まりと夢路いとし・喜味こいしの漫才」　ゲスト：喜味家たまご（喜味こいし次女）
    - 第2部（1時台）「ライブ!できたての新作漫才」　出演：ザ・ぼんち、酒井くにお・とおる、海原はるか・かなた、Wヤング
    - 第3部（2時台）「生ラジオドラマ『ある日の上方演芸会』」　脚本：大池晶　声の出演：酒井くにお・とおる、チキチキジョニー、ザ・ぼんち、平和ラッパ・梅乃ハッパ
    - 第4部（3時台）「鼎談　徹底トーク・上方演芸会と私の芸人人生」　ゲスト司会：井上善夫　ゲスト：宮川大助・花子、今いくよ・くるよ、正司敏江、横山ホットブラザーズまこと
    - 第5部（4時台）「ライブ!次世代の巨匠」　出演：シンデレラエキスプレス、シンクタンク、幸助・福助

## 放送開始以来の出演回数

### 放送2500回（2005年）当時
- 1位 - 夢路いとし・喜味こいし（230回超出演）
- 2位 - 横山ホットブラザーズ（現役では最多出演。170回超出演）
- 3位 - ミスワカサ・島ひろし
- 4位 - 正司敏江・玲児（現役では出演回数2番目）
- 5位 - 海原お浜・小浜
- 6位 - 秋田Aスケ・Bスケ
- 7位 - 上方柳次・柳太
- 8位 - 三遊亭小円・木村栄子
- 9位 - はな寛太・いま寛大（現役では出演回数3番目）
- 10位 - 酒井くにお・とおる（現役では出演回数4番目）

※2005年9月28日放送のNHK総合テレビ（関西地区放送）「上方演芸ホール」での紹介等より。

### 放送60年記念（2008年）当時
- 1位 - 夢路いとし・喜味こいし 255回出演（1949年の番組第2回放送から出演）
- 2位 - 横山ホットブラザーズ 168回出演（現役では最多出演）
- 3位 - ミスワカサ・島ひろし 142回出演
- 4位 - 正司敏江・玲児 124回出演（現役では出演回数2番目）
- 5位 - 海原お浜・小浜 104回出演
- 6位 - 上方柳次・柳太（出演回数発表なし）
- 7位 - 酒井くにお・とおる 90回出演（現役では出演回数3番目）
- 8位 - はな寛太・いま寛大（出演回数発表なし）
- 9位 - 三遊亭小円・木村栄子（出演回数発表なし）
- 10位 - 横山たかし・ひろし（出演回数発表なし。現役では出演回数4番目）
- 11位 - Wヤング 80回出演（現役では出演回数5番目）

参考
- ??位 - 海原はるか・かなた 68回出演（順位の発表なし）

※2008年11月2日放送のNHKラジオ第1放送「『上方演芸会』60年記念スペシャル」での紹介より。

### 放送90年「関西発ラジオ深夜便・朝まで上方演芸会」の紹介より
- 1位 - （）
- 2位 - （）
- 3位 - （）
- 4位 - 正司敏江・玲児（129回）
- 5位 - 酒井くにお・とおる（120回）
- 6位 - 横山たかし・ひろし（109回）
- 7位 - Wヤング（108回）
- 8位 - 海原お浜・小浜（104回）
- 9位 - 海原はるか・かなた（100回）
- 10位 - 秋田Aスケ・Bスケ（93回）

※2015年3月21日放送のNHKラジオ放送「NHK90時間ラジオ〜もっと届け、大切なこと〜の企画・関西発ラジオ深夜便「朝まで上方演芸会」」での紹介より。